# Nadroparine
La nadroparine est un médicament utilisé pour prévenir et traiter les caillots sanguins. C'est une héparine de bas poids moléculaire qui agit en se fixant à la protéine plasmatique antithrombine III,. Elle est notamment vendue sous les noms de marque Fraxiparin, Fraxiparine et Fraxodi.

## Usage médical
La nadroparine sert à prévenir et traiter les caillots sanguins, notamment la thrombose veineuse profonde  et l'embolie pulmonaire. Elle peut être utilisée sur des personnes hospitalisées qui ne bougent pas (en hémodialyse ou après une intervention chirurgicale, par exemple). Le médicament est administré par injection sous-cutanée.

## Effets secondaires
Les effets secondaires de ce médicament comprennent des ecchymoses au site d’injection et des saignements, ; d’autres effets secondaires peuvent inclure une thrombopénie induite par l'héparine et une hyperkaliémie. Chez les personnes souffrant de problèmes rénaux, des doses plus faibles peuvent être nécessaires.

## Histoire
Le médicament a été approuvé pour un usage médical en Australie en 1995. Il figure sur la liste des médicaments essentiels de l'Organisation mondiale de la santé comme alternative à l'énoxaparine. Il est disponible dans un certain nombre de pays européens et au Canada, mais pas aux États-Unis,.